# Bauernstein Schiepzig

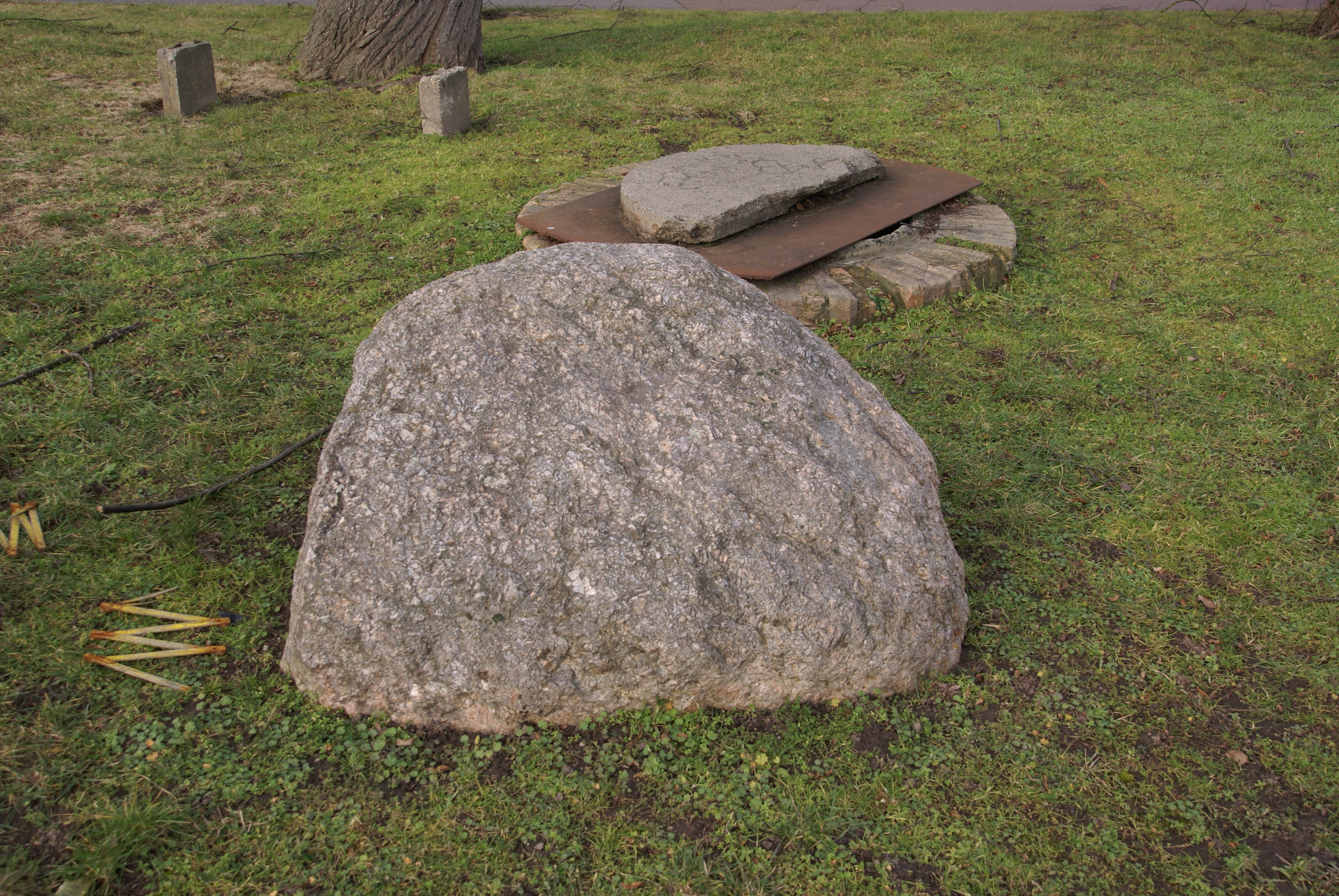
Bauernstein von Schiepzig

Der Bauernstein Schiepzig ist ein denkmalgeschützter Bauernstein in der Ortschaft Schiepzig des Ortsteils Salzmünde der Gemeinde Salzatal in Sachsen-Anhalt. Im örtlichen Denkmalverzeichnis ist der Stein unter der Erfassungsnummer 428300525 als besonderer Stein verzeichnet.
Der Bauernstein von Schiepzig befindet sich auf einem kleinen Platz an der Lettiner Straße unter einer Linde. In Schiepzig besteht der Bauernstein aus einem Granitblock, der 1 Meter mal 1,2 Meter misst und 65 Zentimeter hoch ist. Neben dem Bauernstein wurde eine Infotafel aufgestellt.

## Quelle
- Bauernstein Schiepzig, Saalekreis im Bild, abgerufen am 8. November 2017